# Job, roman d'un homme simple
Pour les articles homonymes, voir Job.
 (septembre 2020).
Si vous disposez d'ouvrages ou d'articles de référence ou si vous connaissez des sites web de qualité traitant du thème abordé ici, merci de compléter l'article en donnant les références utiles à sa vérifiabilité et en les liant à la section « Notes et références ».
Job, roman d'un homme simple (Hiob, Roman eines einfachen Mannes), publié en 1930, est un roman de l'écrivain autrichien Joseph Roth, dont plusieurs traductions en français sont antérieures à celle de Stéphane Pesnel, parue en 2011 aux éditions du Seuil.

## Contextes
Le Yiddishland des Juifs de l'Europe de l'Est, a relevé selon les époques, de différents États, dont Principauté de Galicie-Volhynie (1199-1352) , République des Deux Nations (1569-1795, Pologne-Lituanie), Royaume de Galicie et de Lodomérie (1772-1918, Autriche-Hongrie), Empire russe (1721-1917), ou institutions comme le Conseil des Quatre Pays (1581-1764).
L'action se déroule pour moitié en Galicie, alors (1890-1910) dans la Zone de Résidence (1791-1917), sous domination russe, avec de nombreux pogroms, dont le plus mémorable est le Soulèvement de Khmelnytsky (1648-1657), des Cosaques contre les affermeurs juifs.
Le récit, dans sa seconde moitié, se déroule en 1910-1925) dans le Yiddishland new-yorkais de Lower East Side (Manhattan).
L'histoire de Job, tirée du Livre de Job, tout comme celle de Jacob, est connue de tous les personnages, simples, juifs, pratiquant (ou non) la plupart des rites et traditions qu'ils ont appris à partir de la Torah.

## Résumé
Dans la petite bourgade (Städtchen, Shtetl) campagnarde de Zuchnow (localité de fiction, en Galicie, ou en Volhynie) vit une communauté juive ashkénaze, petite et pauvre, parmi d'autres communautés (avec au moins une église et une comtesse).
Outre l'hébreu liturgique de la Torah, on y parle au quotidien le yiddish, accessoirement le russe.
De génération en génération, on pratique les mêmes petits métiers, sans véritable perspective d'amélioration.
On se rend régulièrement au lieu de prières pour lire, commenter et chanter.
On y fait la prière collective en extérieur pour saluer la lune.
Et on y prononce la prière pour le tzar imposée par la loi (p. 48).

### Galicie
Parmi eux, Mendel Singer, est maître d'école juive (Torah Lehrer), orthodoxe, pour 12 élèves, dont la contribution hebdomadaire, constitue le seul revenu familial. 
La famille, qui vit dans une unique cuisine, est menée au jour le jour par Deborah, fille de Piczenik, précocement flétrie, économe et esseulée.
Les trois enfants sont le premier fils, Jonas, l'aîné, puissant, fort comme un ours, le second fils, Schemarjah, le cadet, adroit de ses mains, rusé comme un renard (démarche feutrée et presque furtive) et Mirjam, jeune gazelle, grande, coquette et écervelée comme une gazelle, et qui déjà suscite les désirs masculins qu'elle doit fuir. Le dernier-né, au début du récit (vers 1900 ?) est Menuchim, vite diagnostiqué épileptique, et que le rabbin très respecté de Kluczysk, consulté par Deborah, prophétise qu'il guérira dans bien des années : « Ses yeux seront vastes et profonds, ses oreilles fines et pleines d'échos » (p. 35).
Dix ans plus tard, vers 1910, après la Guerre russo-japonaise de 1904-1905, Menuchim est devenu un infirme robuste qu'il faut nourrir, déplacer, accompagner, aider... et dont l'unique mot, tardif, reste Maman !.
Les deux grands, en bonne santé, sont donc légalement appelés à partir à l'armée, à l'encontre des traditions juives de leurs pères, qui poussent à tenter d'échapper au service militaire (p. 47).
Ils s'infligent privations, jeûnes, excès de café, jusqu'à apitoyer leur mère. 
Mais au centre de recrutement de Tardi, ils tirent le mauvais numéro, et sont tous deux pris, à incorporer à l'automne.
Au retour, Jonas déclare à son frère abasourdi qu'il voudrait être paysan et soldat (pour 5 ou 15 ans, probablement).
Et il passe son dernier été comme assistant du palefrenier , avec alcool et accordéon.
Pour limiter la catastrophe, Deborah, pas du tout secondée par Mendel, se rend en ville, demlander l'assistance payante de Kapturak le terrible, russophone, spécialiste pour toute démarche officielle, légale ou non.
Toutes ses économies (sous une latte du plancher) sortent pour le premier paiement pour la désertion et l'exil d'un des deux fils : passage clandestin de la frontière.
Plus tard, pendant que Jonas sert à Pskov, arrive une lettre d'Amérique, portée par un inconnu, étranger, remarquable, ne parlant aucune des langues du village, Mac (mon bon ami américain), qui apporte des informations de Sam, anciennement Shemarjah, qui a tout remboursé à Kapturnak, a été tailleur, puis courtier d'assurances (avec Mac) : photos à l'appui, dix dollars pour voir venir, et appel à émigrer vers l'Amérique.
L'idée fait son chemin, à 2, 3 ou 4. Mirjam, qui fréquente déjà des Cosaques (Stepan, Iwan, Wsewolod), doit partir et en est ravie.
Menuchim pose le problème inverse, avec le risque de rejet à l'arrivée.
Mendel, poussé par Deborah, se rend à Doubno pour les démarches administratives (présence masculine imposée). 
Rien ne marche, mais la rencontre de Kapturak remet le projet en bonne voie, avec une petite avance.
Sauf miracle, Menuchim va rester dans la maison délabrée, confié à la famille voisine Billes, heureuse au sens où rien de malheureux ne leur est arrivé : de nouveaux mariés vont pouvoir se charger de tout dans la maison prêtée-donnée.
Les documents, autorisations, passeports, et paiements enfin parvenus, une soirée de shabbat est consacrée aux adieux aux voisins. Puis, départ à trois, passage de frontière, Brême, traversée en bateau, débarquement, quarantaine...

### New-York
Mendel Singer fut chez lui à New-York au bout de quelques mois.
Enfin, dans une infime partie yiddishophone de New-York, en conservant les mêmes habits, les mêmes coutumes, sans plus être maître d'école hébraïque.
Mirjam travaille pour la compagnie de son frère. Deborah l'accompagne au cinéma.
Le fils de Sam (et Véra) est prénommé MacLincoln.
Le cercle d'amis de Mendel est restreint : Skaowronnek (boutique de phonographes, disques, partitions), Rottenberg (scribe de la Torah), Menkes (marchand de fruits), Lemmel (boucher)...
De Russie proviennent deux lettres : Jonas (Tout va bien pour moi) et la famille Billes (Menuchim va mieux).
Mendel Singer, 59 ans, n'a plus de soucis, mais continue de vivre dans le voisinage des pauvres, des chats et des souris (p. 147) dans un petit appartement mal éclairé d'une ruelle, avec en été, vermine, punaises et puces.
L'Amérique a beau être, selon les enfants, le pays de Dieu, Mendel a la nostalgie de la Russie, et désire y retourner chercher Menuchim.
Mac décide d'y aller seul, à l'occasion d'un nouveau projet commercial.
La déclaration de guerre en Europe bloque l'initiative.
Et Jonas est vite porté disparu.
Mendel le juste peut bien chanter les psaumes en se balançant, on ne trouve pas la paix quand on a deux enfants perdus.
Sam et Mac, en bons jeunes Américains, s'engagent.
Mirjam, en couple avec Mac, sort avec Glück, qu'une malformation cardiaque fait exempter du service militaire.
Mac rentre au pays avec la montre de Sam et ses adieux : Deborah s'effondre et meurt.
Il faut interner Mirjam, folle de sexualité.
Mendel déclare L'Amérique nous a tués (p. 164), et enjoint à Véra d'épouser Mac, sans pouvoir les bénir : ma bénédiction pourrait se muer en malédiction.
Désormais, c'en est fini, fini, fini de Mendel Singer (p. 171).
De colère contre Dieu, il danse, et brûle ses phylactères, son châle de prière, son livre de prières.
L'intervention des amis, loin de calmer le jeu, lui permet d'officialiser son blasphème : C'est Dieu que je veux brûler  (p. 173).
On lui donne l'exemple de Job à méditer.
Innocent père d'innocents et puni, distingué de manière terrible par la divinité, il la défie.
Par renoncement total à soi, débarrassé de toute possession, hébergé chez Skowronnek, il se met au service matériel, aveugle et désintéressé, des autres, de tous les autres de la petite communauté, loin de Dieu, libre de Dieu même (comme dirait Maître Eckhart).
Un soir (de 1918), il achète à un soldat retour du front des disques de là-bas, dont une chanson qui le ravit, la chanson de Menuchim.
Le désir de retourner en Russie l'y rechercher s'exacerbe.
Dans l'épisode du hachoir, il retourne dans leur ancien logement chercher les économies de Deborah, sous une latte du plancher.
Au printemps (1919), docile, il prépare la Pâque, pour tous.
Les Fisch, revenant d'un concert de musique juive, dont la chanson de Menuchim, avec 32 musiciens dirigés par Alexej Kossak, de Zuchnow, lui indiquent qu'il recherche Mendel Singer, et qu'il est invité à la première soirée de la Pâque.
Il a acheté aux Milles la maison des Singer, et vient lui remettre devant témoins la somme.
Puis, il annonce que Jonas est sans doute en vie, avec les Russes blancs.
Et que Menuchim est vivant, et présent.
Miracle !
Au dernier chapitre, logé en haut de l'hôtel Astor, misérable, voûté, dans son manteau aux reflets verdâtres, le sac de velours rouge dans les bras (p. 216), Mendel peut contempler les étoiles, et la nuit américaine new-yorkaise.
Les projets d'Alexej Kossak, après sa tournée américaine, sont de ramener également Mirjam à la vie, de revenir en Europe, avec Mendel, de retrouver Jonas...

## Accueil
Le livre est apprécié rapidement : Ludwig Marcuse,  Stefan Zweig, Marlene Dietrich... en partie pour la présentation de ces Juifs oubliés de l'Est.
« Dans mes romans, je traduis les juifs à l'attention de mes lecteurs » (Joseph Roth), dans une superbe langue allemande, lui qui a plutôt fréquenté Brody, Lemberg et Vienne, sans vraiment connaître la vie des shtetls.
Le personnage de Mendel Singer cumule la conscience de sa finitude, de sa culpabilité et de sa souffrance.
Sa culpabilité est multiple : manque de capacités et d'ambition (pour lui-même, sa famille, sa communauté), dureté, timidité, rejet de son épouse (son visage que Mendel ne pouvait plus souffrir depuis des années déjà (p. 83), procréation d'un enfant malade et/ou handicapé, abandon d'enfant diminué, malgré la prophétie d'un rabbin, propension aux lamentations (Mendel soupirait souvent sans raison imaginable, au beau milieu de la prière, au beau milieu de son enseignement, au beau milieu de son silence (p. 48)).
Le cas romanesque vaut comme métaphore de la judéïté : infidélité des hommes aux dieux, infidélité des dieux aux hommes.
La possibilité de rédemption à la fin du livre en paraît même suspecte.

## Adaptations

### Cinéma
- Hiob (Ö/BRD 1978), téléfilm de la NDR en trois parties, par Michael Kehlmann.

### Théâtre
- Hiob, Munich, 2009, par Koen Tachelet, Johan Simons, avec André Jung, filmé par Peter Schönhofer.
- Hiob, pièce radiophonique, par Koen Tachelet, Ensemble du Volkstheaters (Vienne), musique d'Eric Zeisl, adaptation par Gerald Preinfalk, édition Mono Verlag, Vienne, 2011,  (ISBN 978-3-902727-88-6).

### Lectures
- Hiob, sur le site de la radio suisse DRS1, en 15 épisodes, podcast.
- Hiob. Roman eines einfachen Mannes, par Peter Matić, Diogenes, Zürich, 2008,  (ISBN 978-3-257-80215-3).